# Swaziland ved OL
Swaziland deltog første gang i olympiske lege under Sommer-OL 1972 i München, men boykottede Sommer-OL 1976 i Montréal og Sommer-OL 1980 i Moskva. De var tilbage under Sommer-OL 1984 i Los Angeles, og har deltaget i samtlige efterfølgende sommerlege. De deltog for første og foreløbig eneste gang i vinterlege under Vinter-OL 1992 i Albertville. Swaziland har aldrig vundet nogen medalje.

## Medaljeoversigt
| Swazilands medaljer under de olympiske sommerlege | Swazilands medaljer under de olympiske sommerlege | Swazilands medaljer under de olympiske sommerlege | Swazilands medaljer under de olympiske sommerlege | Swazilands medaljer under de olympiske sommerlege | Swazilands medaljer under de olympiske sommerlege |                     | Swazilands medaljer under de olympiske vinterlege | Swazilands medaljer under de olympiske vinterlege | Swazilands medaljer under de olympiske vinterlege | Swazilands medaljer under de olympiske vinterlege | Swazilands medaljer under de olympiske vinterlege | Swazilands medaljer under de olympiske vinterlege |
| Lege                                              | Guld                                              | Sølv                                              | Bronze                                            | Totalt                                            | Rang                                              | Lege                | Guld                                              | Sølv                                              | Bronze                                            | Totalt                                            | Rang                                              |                                                   |
| 1972 München                                      | 0                                                 | 0                                                 | 0                                                 | 0                                                 | –                                                 | 1972 Sapporo        | Deltog ikke                                       | Deltog ikke                                       | Deltog ikke                                       | Deltog ikke                                       | Deltog ikke                                       |                                                   |
| 1976 Montréal                                     | Deltog ikke                                       | Deltog ikke                                       | Deltog ikke                                       | Deltog ikke                                       | Deltog ikke                                       | 1976 Innsbruck      | Deltog ikke                                       | Deltog ikke                                       | Deltog ikke                                       | Deltog ikke                                       | Deltog ikke                                       |                                                   |
| 1980 Moskva                                       | Deltog ikke                                       | Deltog ikke                                       | Deltog ikke                                       | Deltog ikke                                       | Deltog ikke                                       | 1980 Lake Placid    | Deltog ikke                                       | Deltog ikke                                       | Deltog ikke                                       | Deltog ikke                                       | Deltog ikke                                       |                                                   |
| 1984 Los Angeles                                  | 0                                                 | 0                                                 | 0                                                 | 0                                                 | –                                                 | 1984 Sarajevo       | Deltog ikke                                       | Deltog ikke                                       | Deltog ikke                                       | Deltog ikke                                       | Deltog ikke                                       |                                                   |
| 1988 Seoul                                        | 0                                                 | 0                                                 | 0                                                 | 0                                                 | –                                                 | 1988 Calgary        | Deltog ikke                                       | Deltog ikke                                       | Deltog ikke                                       | Deltog ikke                                       | Deltog ikke                                       |                                                   |
| 1992 Barcelona                                    | 0                                                 | 0                                                 | 0                                                 | 0                                                 | –                                                 | 1992 Albertville    | 0                                                 | 0                                                 | 0                                                 | 0                                                 | –                                                 |                                                   |
| 1996 Atlanta                                      | 0                                                 | 0                                                 | 0                                                 | 0                                                 | –                                                 | 1994 Lillehammer    | Deltog ikke                                       | Deltog ikke                                       | Deltog ikke                                       | Deltog ikke                                       | Deltog ikke                                       |                                                   |
| 2000 Sydney                                       | 0                                                 | 0                                                 | 0                                                 | 0                                                 | –                                                 | 1998 Nagano         | Deltog ikke                                       | Deltog ikke                                       | Deltog ikke                                       | Deltog ikke                                       | Deltog ikke                                       |                                                   |
| 2004 Athen                                        | 0                                                 | 0                                                 | 0                                                 | 0                                                 | –                                                 | 2002 Salt Lake City | Deltog ikke                                       | Deltog ikke                                       | Deltog ikke                                       | Deltog ikke                                       | Deltog ikke                                       |                                                   |
| 2008 Beijing                                      | 0                                                 | 0                                                 | 0                                                 | 0                                                 | –                                                 | 2006 Torino         | Deltog ikke                                       | Deltog ikke                                       | Deltog ikke                                       | Deltog ikke                                       | Deltog ikke                                       |                                                   |
| 2012 London                                       | 0                                                 | 0                                                 | 0                                                 | 0                                                 | –                                                 | 2010 Vancouver      | Deltog ikke                                       | Deltog ikke                                       | Deltog ikke                                       | Deltog ikke                                       | Deltog ikke                                       |                                                   |
| 2016 Rio de Janeiro                               | 0                                                 | 0                                                 | 0                                                 | 0                                                 | –                                                 | 2014 Sotji          | Deltog ikke                                       | Deltog ikke                                       | Deltog ikke                                       | Deltog ikke                                       | Deltog ikke                                       |                                                   |
| 2020 Tokyo                                        |                                                   |                                                   |                                                   |                                                   | –                                                 | 2018 Pyeongchang    | Deltog ikke                                       | Deltog ikke                                       | Deltog ikke                                       | Deltog ikke                                       | Deltog ikke                                       |                                                   |
| Totalt                                            | 0                                                 | 0                                                 | 0                                                 | 0                                                 |                                                   | Totalt              | 0                                                 | 0                                                 | 0                                                 | 0                                                 |                                                   |                                                   |